# Meistaraflokkur 1948
La Meistaraflokkur 1948 fu la 37ª edizione del campionato di calcio islandese concluso con la vittoria del KR al suo undicesimo titolo.

## Formula
Il numero di squadre partecipanti si ridusse ulteriormente alle quattro di questa stagione che si affrontarono in un turno di sola andata per un totale di tre partite.

## Squadre partecipanti
| Club     | Città     | Posizione 1947     |
| -------- | --------- | ------------------ |
| Fram     | Reykjavík | Campione d'Islanda |
| KR       | Reykjavík | 3°                 |
| Valur    | Reykjavík | 2°                 |
| Víkingur | Reykjavík | 4°                 |

Tutti gli incontri si disputarono allo stadio Melavöllur, impianto situato nella capitale.

## Classifica finale
|                    | Pos. | Squadra  | Pt | G | V | N | P | GF | GS | DR |
| ------------------ | ---- | -------- | -- | - | - | - | - | -- | -- | -- |
| Islanda (bandiera) | 1.   | KR       | 5  | 3 | 2 | 1 | 0 | 7  | 1  | +6 |
|                    | 2.   | Víkingur | 4  | 3 | 1 | 2 | 0 | 5  | 4  | +1 |
|                    | 3.   | Valur    | 2  | 3 | 1 | 0 | 2 | 5  | 9  | -4 |
|                    | 4.   | Fram     | 1  | 3 | 0 | 1 | 2 | 3  | 6  | -3 |

Legenda:

      Campione di Islanda
Note:

Due punti a vittoria, uno a pareggio, zero a sconfitta.

### Verdetti
- KR Campione d'Islanda 1948.